# Das Gold von Sam Cooper
Das Gold von Sam Cooper (Originaltitel: Ognuno per sé) ist ein Italowestern von Giorgio Capitani aus dem Jahr 1968. Die Übersetzung des Originaltitels war auch der DDR-Fernsehtitel: Jeder für sich.

## Handlung
Der Film variiert das Thema aus John Hustons Der Schatz der Sierra Madre:
Nach Jahren harter Arbeit hat der alte Sam Cooper endlich eine Goldmine gefunden. Da er nicht alles Gold abtransportieren kann, verschüttet er den Eingang durch eine Sprengung und macht sich durch sengende Wüstensonne, begleitet von Wasserknappheit, kreisenden Geiern und Wegelagerern auf dem Weg in die entfernte Stadt. Dort lässt er sein Patenkind Manolo Sanchez zu sich rufen, der ihm helfen soll, den Fund zu bergen. Manolo wird aber vom „Blonden“ begleitet, einem seltsamen Mann, der ihn zu dominieren scheint. Sam hat keine andere Wahl, als dessen Mitkommen zu akzeptieren; er überredet deshalb seinen alten Freund Mason, den er getroffen hatte, ebenfalls zur Reise. Bereits auf dem Weg und beim Überfall von Banditen bei einer Missionsstation zeigen sich erste Differenzen; nachdem die vier die Mine erreicht haben und das Gold fördern, brechen Eifersüchteleien und gegenseitiges Misstrauen die Einheit der Männer vollends auf, deren psychische wie physische Handicaps auch deutlich werden. Alle Begleiter Sam Coopers bezahlen die Ausbeutung der Mine mit dem Leben.

## Kritiken
Das Lexikon des internationalen Films sah einen „streckenweise fesselnde(n) Western, der aber zu wenig Wert auf die Charakterzeichnung legt und sich in Äußerlichkeiten verliert.“ Ulrich P. Bruckner zieht in seinem Standardwerk Bilanz, es handle sich um „eine äußerst gelungene […] Variante von John Hustons „The treasure of Sierra Madre“ mit hervorragender Besetzung und einem überdurchschnittlichen […] Score.“ „Gerade aus den individuellen Geheimnissen, wechselseitigen Zweckbündnissen und Kräfteverhältnissen seiner Protagonisten bezieht (der Film) den Großteil seiner Spannung, was ihn tiefgründiger, aber auch moralischer und amerikanischer als viele andere Italowestern jener Zeit macht.“

## Synchronisation
- Van Heflin: Wolfgang Lukschy
- Gilbert Roland: Friedrich Schoenfelder
- Klaus Kinski: Wolfgang Draeger
- George Hilton: Eckart Dux